# Mesdames
Mesdames est une appellation du XVIIIe siècle désignant les filles de Louis XV et de Marie Leszczynska, dont la plupart demeurèrent à la cour, sans alliance. Elles sont au nombre de huit : Louise-Élisabeth, Henriette, Marie-Louise, Adélaïde, Victoire, Sophie, Thérèse et Louise. Seules Madame Adélaïde et Madame Victoire connurent le règne de Louis XVI et les prémices de la Révolution française. 

## Titre des filles de France

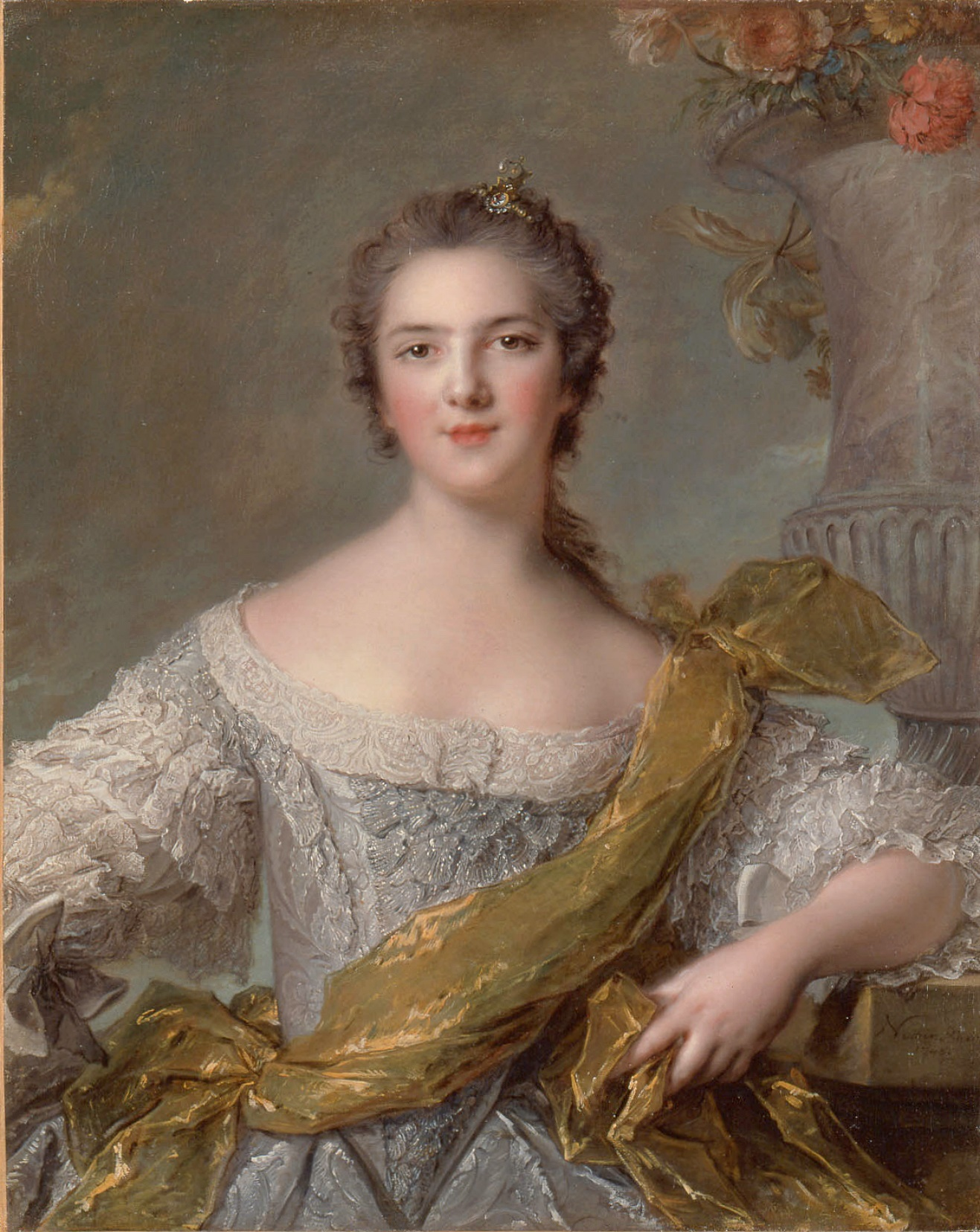
Victoire de France par Jean-Marc Nattier, 1748.

Contrairement aux autres filles non mariées de la noblesse qui naissaient « Demoiselles », les princesses filles des rois de France naissaient directement avec le rang et le titre de « Dame ». Une fille de France avait ainsi pour adresse « Madame », suivi de son prénom ou de son titre si elle était apanagée. Le traitement était le même, à la seule exception qu’en ce qui concernait l’aînée des filles du roi il n’était pas forcément utile d’ajouter le prénom, la simple évocation de « Madame » suffisait à désigner la personne.
La belle-sœur du roi (femme du frère du roi, lui-même appelé « Monsieur ») portant le même traitement, lorsque celui-ci en avait une (ce fut le cas de Louis XIV et de Louis XVI) on dut trouver un terme distinct pour la fille aînée du roi. Sous Louis XIV, ce fut « la Petite Madame », et sous Louis XVI ce fut « Madame Fille du Roi » devenu communément « Madame Royale ». La princesse Palatine écrivait ainsi à une de ses correspondantes bavaroises : « Si le Roi avait une fille, on l'appellerait Madame, et moi, Madame la duchesse d'Orléans ». Ma belle-fille est Madame la duchesse d'Orléans.

## Un groupe particulier

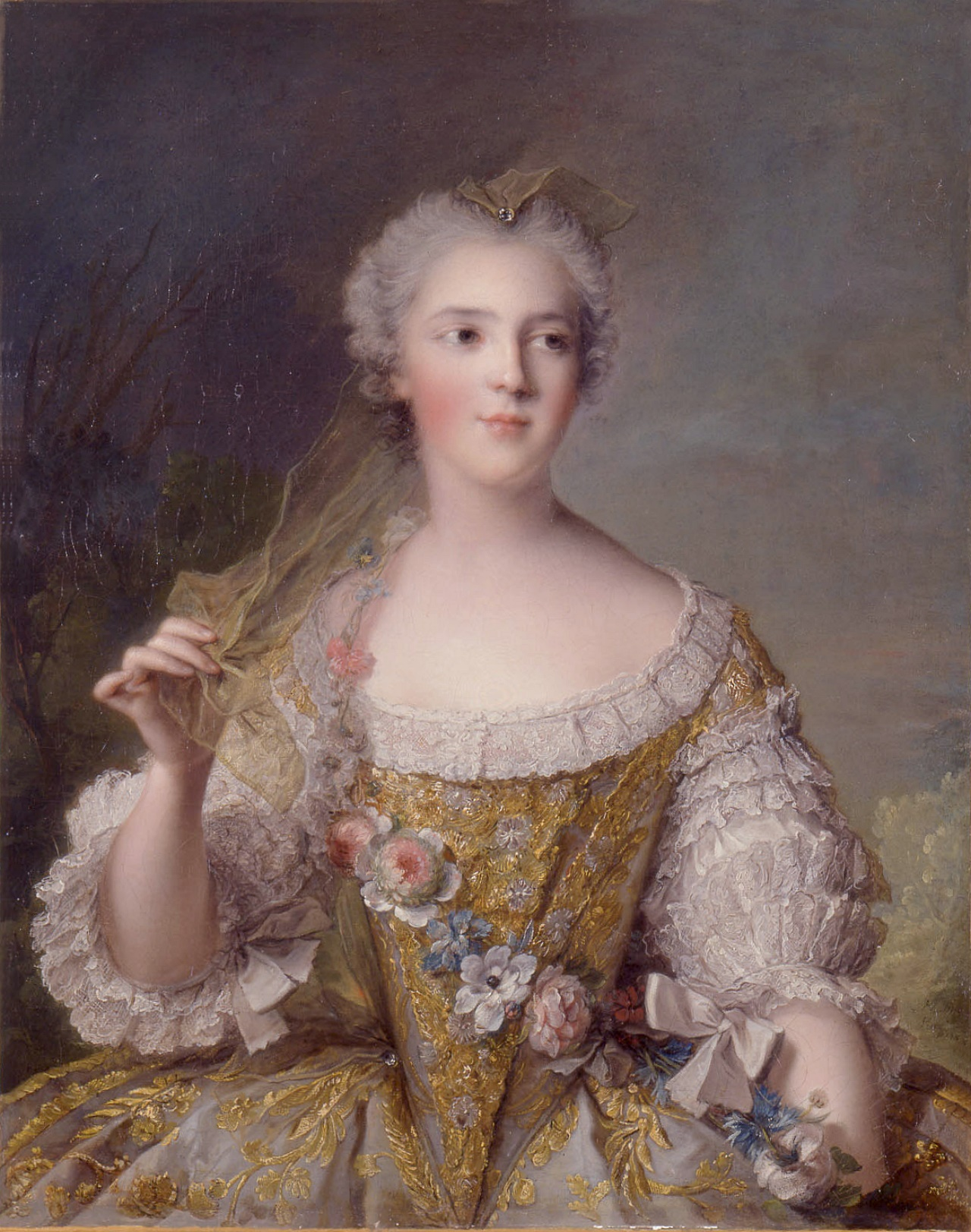
Madame Sophie de France par Jean-Marc Nattier, 1748.

Cette appellation de « Mesdames » resta dans l'histoire en raison des circonstances généalogiques, politiques et stratégiques particulières qui firent rester à la cour de France sept des huit filles que Louis XV avait eues de Marie Leszczynska. Tous les enfants du roi naquirent sur une décennie. Même l'aînée, Louise-Élisabeth, bien que mariée, mourut elle aussi à la cour à la suite d'un séjour prolongé auprès de sa famille,. Les filles du roi portaient le nom et leur numéro d'ordre jusqu'à leur baptême , à savoir :
- Louise-Élisabeth de France (1727-1759), « Madame », puis « Madame-Infante » après son mariage.
- Henriette de France (1727-1752), sa jumelle, titrée « Madame Seconde », puis « Madame Henriette », puis « Madame » au mariage de sa sœur jumelle.
- Marie-Louise de France (1728-1733), « Madame Troisième ».
- Adélaïde de France (1732-1800), « Madame Quatrième », puis « Madame Troisième », puis « Madame Adélaïde » et enfin « Madame » à la mort de Madame Henriette.
- Victoire de France (1733-1799), « Madame Quatrième » puis « Madame Victoire ».
- Sophie de France (1734-1782), « Madame Cinquième » puis « Madame Sophie ».
- Thérèse de France (1736-1744), « Madame Sixième ».
- Louise de France (1737-1787), « Madame Septième » (ou méchamment « Madame Dernière » car le couple royal vécut séparément après sa naissance), puis « Madame Louise », puis « Mère Thérèse de saint Augustin » après son entrée au Carmel.

## Un destin singulier

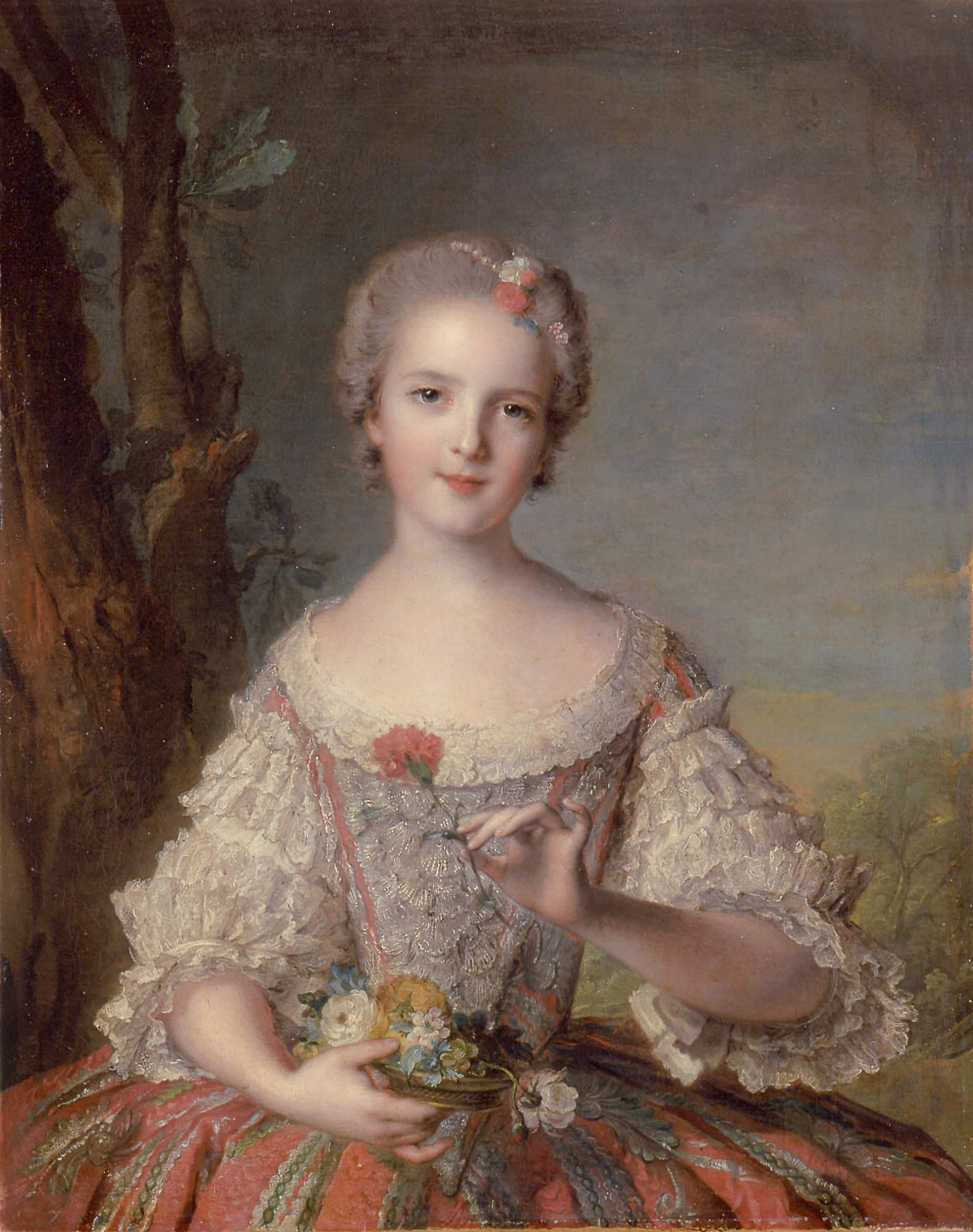
Madame Louise de France par Jean-Marc Nattier, vers 1747-1748.

Pour faire l'économie de leur entretien à la cour, et certainement aussi pour ne pas laisser trop d'influence à la reine qu'une large descendance à ses côtés aurait pu conforter, les quatre dernières de ces princesses furent élevées loin de la cour, à l'abbaye de Fontevraud de 1738 à 1750, où elles passèrent leurs plus jeunes années avant de revenir au château de Versailles. Madame Sixième, baptisée plus tard Thérèse-Félicité, ne reverra jamais le château de Versailles et Madame Louise reviendra très marquée par la vie monacale de son séjour, qu'elle retrouvera plus tard au Carmel de Saint-Denis. 
Le roi conserva à ses côtés les aînées, auxquelles il s'était attaché, et dont l'éloignement eût été douloureux. Madame Adélaïde, âgée de six ans, ne dut son maintien à la cour qu'à sa volonté et au succès que rencontra sa requête auprès du roi qu'elle sut profondément toucher. Mesdames soutinrent aux côtés du dauphin un long combat contre les maîtresses successives de leur père, en particulier Madame de Pompadour, qu'elles appelaient entre elles « Maman putain ». Leur soutien à la cause des dévots fut permanent et la raison tout au long de leur présence à la cour de leur difficile relation avec le roi, qui ne consentit que très tardivement à les voir occuper les appartements du rez-de-chaussée du corps central à Versailles. 
Parmi elles, Madame Adélaïde fut celle qui prétendit le plus exercer un rôle politique à la cour, menant la société de ses sœurs après le décès de Madame Henriette en 1752, et intriguant sans cesse en faveur de son frère et du rétablissement d'un certain ordre moral à la cour. À l'arrivée sur le trône de son neveu Louis XVI, elle caresse l'espoir d'exercer une influence sur lui, mais doit vite réaliser qu'il ne lui accordera pas le rôle qu'elle espère. De plus en plus écartée du pouvoir et représentant la vieille cour auprès de la nouvelle génération, elle se retire progressivement avec ses sœurs au château de Bellevue, construit pour Madame de Pompadour qu'elles finissent par obtenir et où elles passeront le plus clair de la dernière décennie de l'Ancien Régime. Après les journées d'octobre 1789, Adélaïde et Victoire se retirent à Bellevue d'où elles fuient vers l'Italie après maintes péripéties, elles y termineront leurs jours.